# Срытая Гора
Срытая Гора (баш. Срытая Гора) — упразднённый в 2005 году посёлок Красноусольского сельсовета Гафурийского района Республики Башкортостан.

## География

### Географическое положение
Расстояние до (на 1 января 1969):

- районного центра и центра Красноусольского поселкового совета (раб. пос. Красноусольский): 10 км,
- ближайшей ж/д станции (Белое Озеро): 35 км.

## История
Название Срытая Гора — от именования местности.
В 2005 году в Гафурийском районе упразднили 4 посёлка.
Закон Республики Башкортостан от 20 июля 2005 года № 211-з «О внесении изменений в административно-территориальное устройство Республики Башкортостан в связи с образованием, объединением, упразднением и изменением статуса населённых пунктов, переносом административных центров» гласил:

ст.1

4. Упразднить следующие населенные пункты:

16) в Гафурийском районе:

а) поселок Вольная Жизнь Бельского сельсовета;

б) поселок Красно-Кармальский Утяковского сельсовета;

в) поселок Новотабынск Табынского сельсовета;

г) поселок Срытая Гора Красноусольского сельсовета

## Население
На 1 января 1969 года проживали 286 человек; преимущественно татары.